# Telmac 1800
O Telmac 1800 foi um dos primeiros microcomputadores fornecidos em forma de kit. Ele foi lançado em 1977 pela Telercas Oy, a importadora finlandesa de microchips da RCA. A maioria dos 2.000 kits fabricados ao longo de quatro anos foi comprada por entusiastas da eletrônica na Finlândia, Suécia e Noruega.
Uma placa de expansão, OSCOM, mais tarde se tornou disponível e incluía um display de vídeo alfanumérico e até 12 kB de memória. Um Tiny BASIC de 4 kB poderia ser executado nesta configuração.
O primeiro videogame comercial a ser desenvolvido na Finlândia, Chesmac, foi desenvolvido por Raimo Suonio em um computador Telmac 1800 em 1979.
O Telmac 1800 foi seguido pelo Oscom Nano e pelo Telmac 2000.

## Principais recursos
- CPU com microprocessador RCA 1802 (COSMAC) a 1,75 MHz[3][4]
- Interface de fita cassete[4]
- 2 kB de RAM, expansível até 4 kB[3][4]
- Chip de vídeo RCA CDP1861 'Pixie', resolução de tela de 64×128 pixels[1][3][4]
- Som limitado a um tom de frequência fixa[3][4]
- Capaz de executar um interpretador CHIP-8[7]

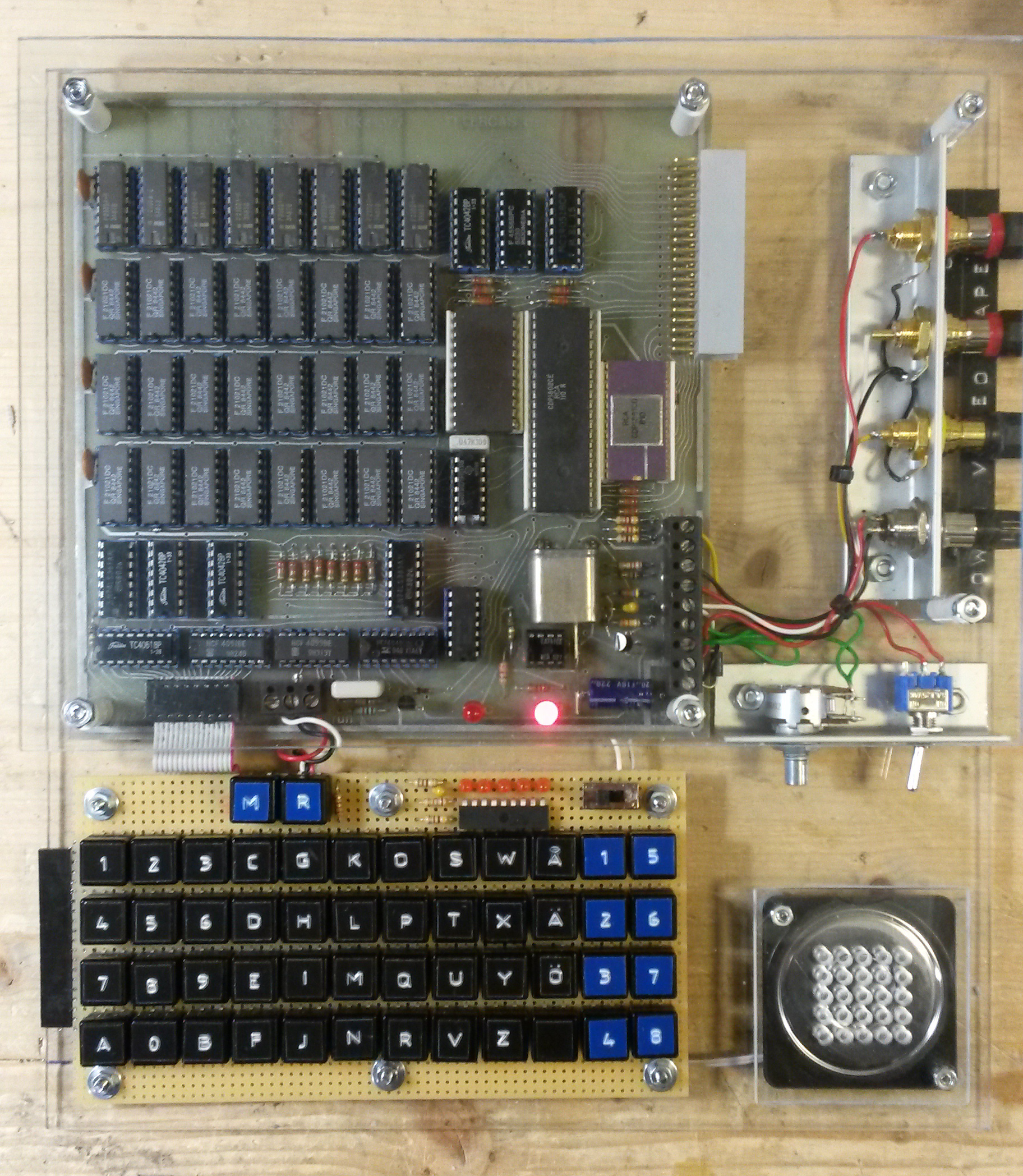
Microcomputador Telmac 1800

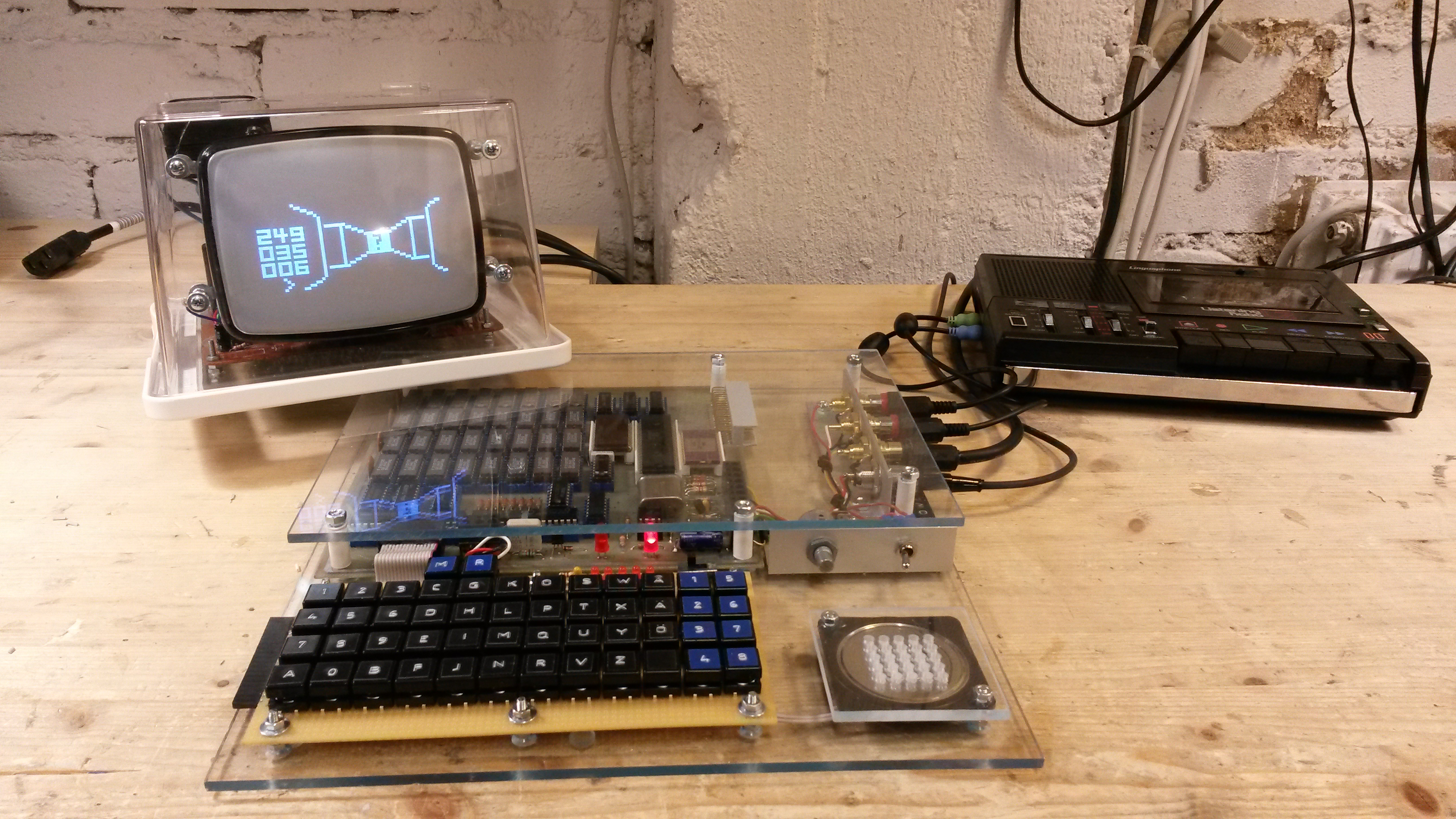
Microcomputador Telmac 1800